# Heart of the Country
Heart of the Country es una canción del músico británico Paul McCartney, perteneciente a su segundo álbum de estudio Ram (acreditado a Paul y Linda McCartney) de 1971. El tema además se lanzó como lado B del sencillo The Back Seat of My Car, el segundo del álbum. Ocupa la pista número 7 de Ram.

## Contenido
La canción contiene un fácil y simple tono acústico de bajo en el coro y un inusual sonido de guitarra acústica que le da un tono de country. El tema de la canción es simple al igual que el título, un hombre buscando su granja en todos lados.

## Lanzamiento
Siendo el lado B del sencillo The Back Seat of my Car logró llegar a la posición número #39 del UK Singles Chart, la posición más baja de los 3 sencillos lanzados de Ram, ya que Uncle Albert/Admiral Halsey fue número #1 en Estados Unidos y Eat at Home fue número #7 en Holanda y #8 en Noruega.
Stephen Thomas Erlewine de Allmusic dijo de la canción 

[Heart of the Country] es una canción con un fortalecido tono de folk-pop y rock que la cataloga como la mejor canción de McCartney .
Stephen Thomas Erlewine, revista Allmusic.